# Adesmia aurantiaca
Adesmia aurantiaca es una especie de planta floral del género Adesmia, categorizada en la tribu Dalbergieae, de la subfamilia Faboideae.
Fue descrita por Per Karl Hjalmar Dusén y Arturo Eduardo Burkart. Aparece registrada y publicada en una sección de la revista científica Darwiniana 12: 131 de 1960.

## Distribución
Especie nativa de Argentina y Chile. Crece en el bioma templado.